# Горноселци
Горноселци е село в Южна България. То се намира в община Ивайловград, област Хасково.

## География
Село Горноселци се намира в планински район, в най-източните дялове на Родопите, близо до десния бряг на р. Арда, на 23 км севернозападно от Ивайловград.

## Културни и природни забележителности
- Водопад Скоката, край водопада има и стара българска църква.